# 애덤 리치

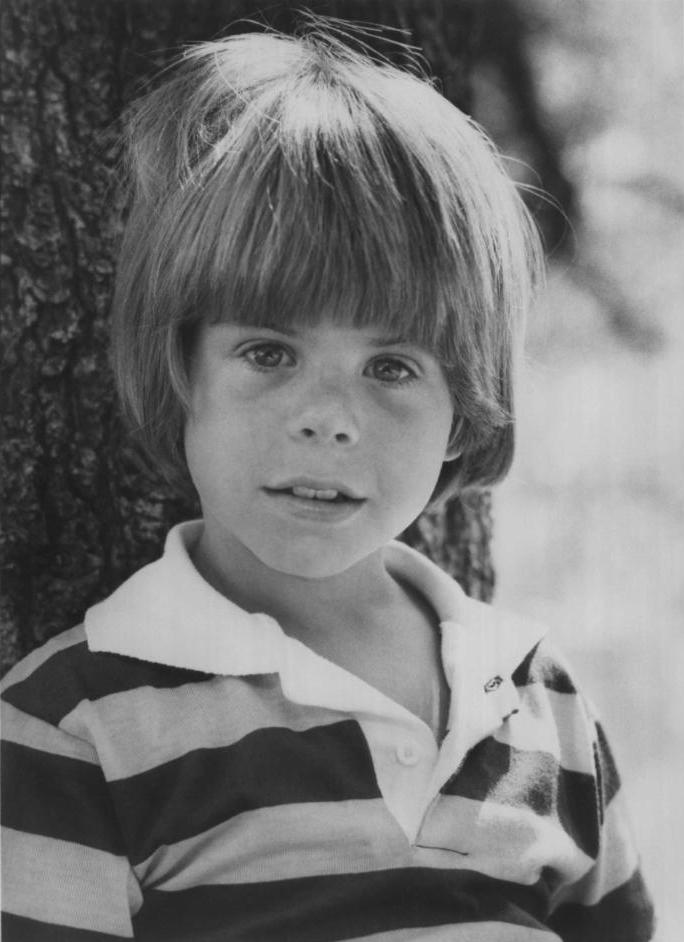
애덤 리치 (1977년)

애덤 리치(Adam Rich, 1968년 10월 12일 ~ 2023년 1월 7일)는 미국의 배우, 영화배우 텔레비전배우이다. 뉴욕주 브루클린에서 태어나 로스앤젤레스 자택에서 펜타닐 과용으로 사망했다.

## 출연작
- 딕키 로버츠 - 왕년의 아역 스타 (2003년)
- 슈퍼소녀 비키 (1985년)
- 영혼을 판 사나이 (1981년)
- 꿈꾸는 낙원 (1978년)
- 아들과 딸들 (1977년)
- 기동순찰대 (1977년)